# Monica van Panthaleon van Eck

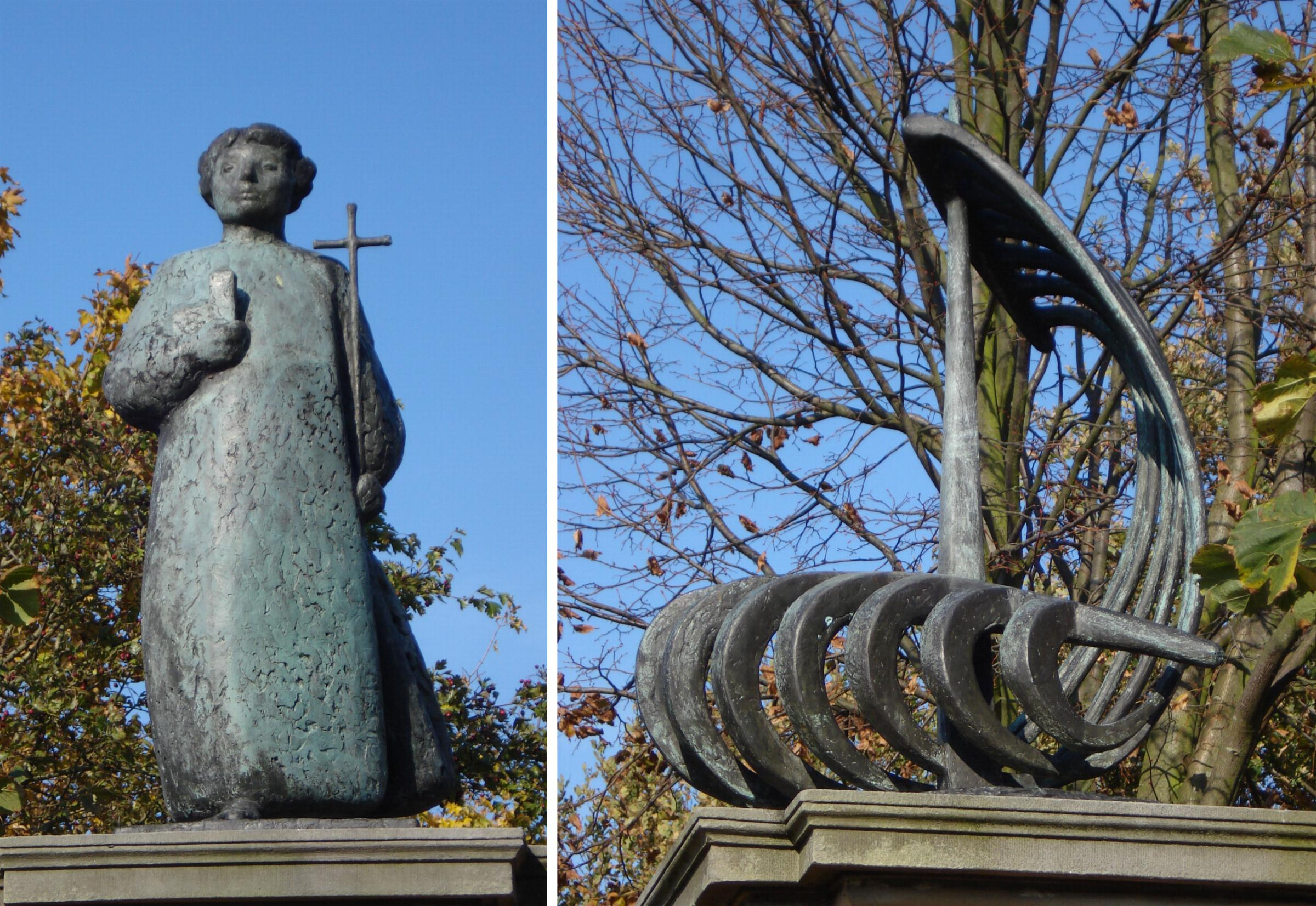
Willibrord-monument (1989)

Jacoba Gijsberta Monica Elias-van Panthaleon van Eck (Amersfoort, 1939) is een Nederlands beeldhouwer.

## Leven en werk
Monica van Panthaleon barones van Eck is een telg uit het geslacht Van Eck en een dochter van François Marinus van Panthaleon baron van Eck (1908-1993) en Jacoba Elisabeth barones van Haersolte (1917-2011). Haar vader werd een paar maanden voor haar geboorte benoemd tot burgemeester van Steenwijkerwold. Als burgemeestersdochter plaatste ze in 1955 de eerste steen van een nieuwe lagere school in Kerkbuurt (Steenwijkerwold). Ze kreeg de belangstelling voor de kunst vanuit huis mee: haar moeder Elisabeth schilderde en beeldhouwde, haar grootmoeder Jacoba G. van Haersolte-de Lange (1897-1974) was actief als schilderes.
Van Eck kreeg les van Jan van Tongeren en studeerde aan de Rijksakademie van beeldende kunsten in Amsterdam, onder leiding van Piet Esser, Paul Grégoire en Cor Hund. Ze maakt figuratieve portretten, dier- en figuurvoorstellingen in brons, terrazzo en zilver.
Van Eck trouwde in 1969 met jhr. drs. Ingvar Elias met wie ze een dochter kreeg.

## Enkele werken
- 1967: Dravende paarden (hoogreliëf) in de steensoorten Vaurion en Finse kleber, politiebureau te Emmeloord. In 2012 is het reliëf verplaatst naar de entree van een makelaarskantoor in Emmeloord.
- 1965: Reekalf, lagere school te Diepenveen. Brons
- 1967: Spelende paarden, Graaf Florislaan, Creil. Brons
- 1971: Baltsende korhoenders, Europaweg, Schoonebeek. Brons
- 1980: Zorg, GGD-gebouw te Haarlem. Brons
- 1982: plaquettes oorlogsmonument, Bos van Wijckerslooth in Oegstgeest, in samenwerking met Herbert Nouwens. Brons
- 1983: Stilte, Oosterbegraafplaats, Amsterdam. Gepolijst Brons
- 1989: Willibrord-monument, Haarlemmerstraatweg, Oegstgeest. Brons
- 1995: monument voor burgemeester Ketelaar, Laan van Oostergeest, Warmond. Bronzen plaquette.
- 1997: Pauwen, Amersfoort Particulier. Brons
- 2002: Grietje, Koningsstraat, Arnhem. Brons

## Afbeeldingen

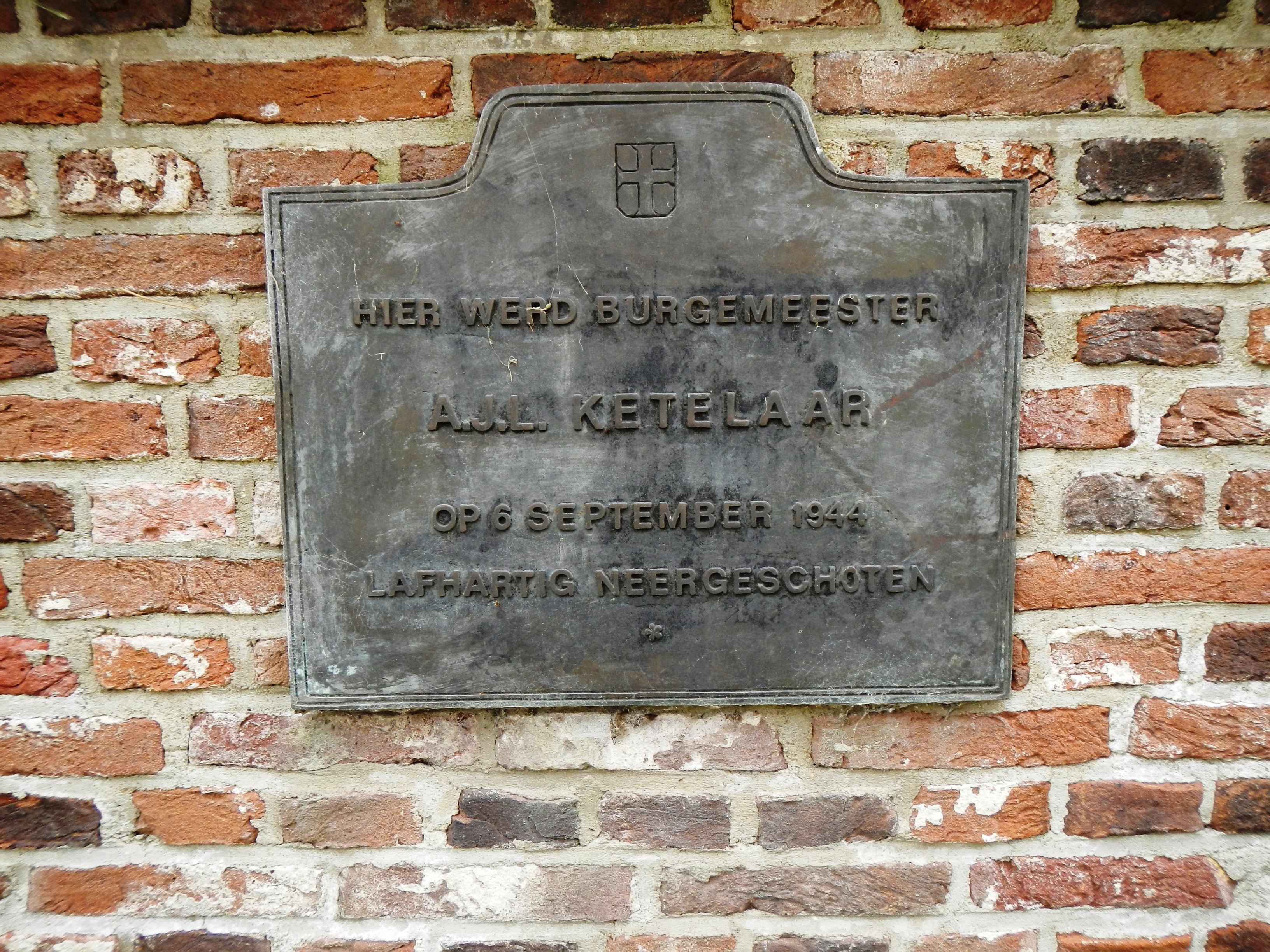
monument burgemeester Ketelaar
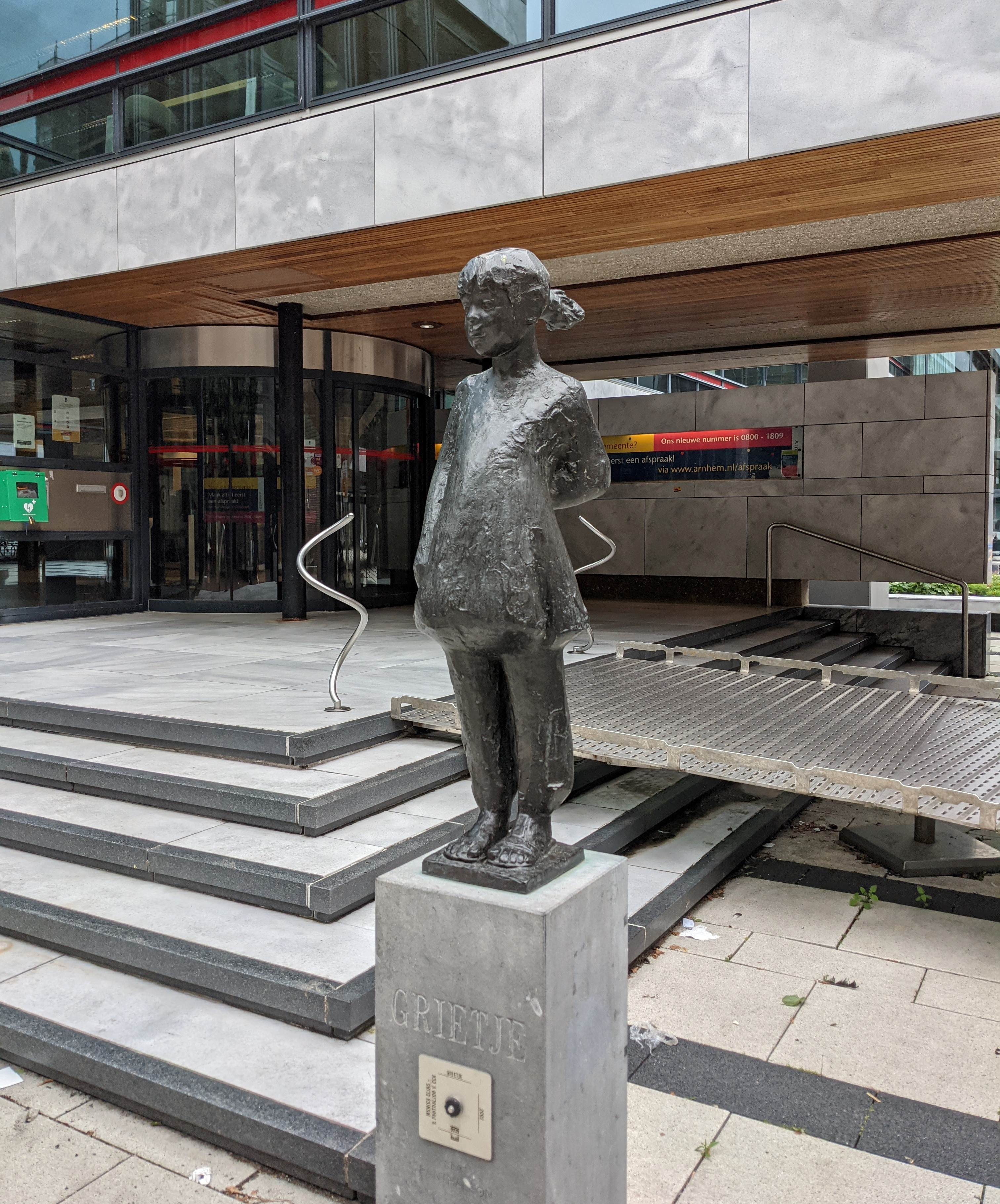
Grietje aan de Koningstraat in Arnhem